# Варовецька сільська рада
Варове́цька сільська́ ра́да — адміністративно-територіальна одиниця та орган місцевого самоврядування в Городоцькому районі Хмельницької області. Адміністративний центр — село Варівці.

## Загальні відомості
Варовецька сільська рада утворена в 1924 році.
- Територія ради: 23,18 км²
- Населення ради: 596 осіб (станом на 2001 рік)
- Територією ради протікає річка Смотрич

## Населені пункти
Сільській раді були підпорядковані населені пункти:
- с. Варівці

## Склад ради
Рада складалася з 12 депутатів та голови.
- Голова ради: Бик Олександр Михайлович
- Секретар ради: Терлецька Надія Євгенівна

### Керівний склад попередніх скликань
| Прізвище, ім'я, по батькові | Основні відомості                                                                           | Дата обрання | Дата звільнення |
| --------------------------- | ------------------------------------------------------------------------------------------- | ------------ | --------------- |
| Мельник Олег Олександрович  | Сільський голова, 1968 року народження, безпартійний                                        | 26.03.2006   | 31.10.2010      |
| Бик Олександр Михайлович    | Сільський голова, 1973 року народження, освіта середня спеціальна, член партії Єдиний Центр | 31.10.2010   |                 |

Примітка: таблиця складена за даними сайту Верховної Ради України

### Депутати
За результатами місцевих виборів 2010 року депутатами ради стали:

#### За суб'єктами висування
| Суб'єкт висування | Кількість обраних депутатів | %    |
| ----------------- | --------------------------- | ---- |
| Самовисування     | 7                           | 58,3 |
| Партія регіонів   | 5                           | 41,7 |

#### За округами
| № округу        | Прізвище, ім'я, по батькові        | Дата визнання обраним | Освіта             | Партійна приналежність | Відомості про обраного депутата              |
| --------------- | ---------------------------------- | --------------------- | ------------------ | ---------------------- | -------------------------------------------- |
| Партія регіонів |                                    |                       |                    |                        |                                              |
| 1               | Гуцалюк Надія Юхимівна             | 03.11.2010            | вища               | позапартійна           | пенсіонер                                    |
| 6               | Шевчишена Антоніна Броніславівна   | 03.11.2010            | середня спеціальна | позапартійна           | Варовецька сільська рада, головний бухгалтер |
| 8               | Яцко Володимир Васильович          | 03.11.2010            | середня спеціальна | позапартійний          | ТОВ «Варовецьке», охоронець                  |
| 9               | Терлецька Надія Євгенівна          | 03.11.2010            | середня спеціальна | позапартійна           | Варовецька сільська рада, секретар           |
| 10              | Левандовська Наталія Броніславівна | 03.11.2010            | середня            | позапартійна           | тимчасово не працює                          |
| Самовисування   |                                    |                       |                    |                        |                                              |
| 2               | Сивак Ольга Антонівна              | 03.11.2010            | середня спеціальна | позапартійна           | пенсіонер                                    |
| 3               | Гільчук Марія Володимирівна        | 03.11.2010            | середня            | позапартійна           | пенсіонер                                    |
| 4               | Шулевський Степан Миколайович      | 03.11.2010            | середня            | позапартійний          | пенсіонер                                    |
| 5               | Шевчишен Олександр Михайлович      | 03.11.2010            | середня спеціальна | позапартійний          | тимчасово не працює                          |
| 7               | Явнюк Надія Іванівна               | 03.11.2010            | середня спеціальна | позапартійна           | ТОВ «Варовецьке», повар                      |
| 11              | Моцний Анатолій Володимирович      | 03.11.2010            | середня спеціальна | позапартійний          | ТОВ «Варовецьке», водій                      |
| 12              | Кочмар Валентина Сергіївна         | 03.11.2010            | середня спеціальна | позапартійна           | тимчасово не працює                          |